# ريان ألسوب
ريان ألسوب (بالإنجليزية: Ryan Allsop)‏ مواليد 17 يونيو 1992 في برمنغهام، هو لاعب كرة قدم إنجليزي يلعب مع نادي بورنموث كحارس مرمى. مثّل منتخب إنجلترا لكرة القدم فئة الشباب.

## مرحلة الشباب

### أندية لعب لها
- ويست بروميتش ألبيون

## المسيرة الاحترافية

### أندية لعب لها
- ويست بروميتش ألبيون
- نادي ميلوول
- نادي بورنموث

## روابط خارجية
- ريان ألسوب على موقع قاعدة بيانات كرة القدم.إي يو (الإنجليزية)
- ريان ألسوب على موقع Soccerbase.com (لاعب) (الإنجليزية)
- ريان ألسوب على موقع Soccerway.com (الإنجليزية)
- ريان ألسوب على موقع عالم كرة القدم.نت (الإنجليزية)